# Ekomaskin
En ekomaskin är ett äldre namn för en ljudbearbetningsutrustning som repeterar ett ljud för att skapa en simulerad ekoeffekt. Numera kallas detta delay eller eko.
Ekomaskinen var särskilt populär bland gitarrister, och användes bland annat av Brian May, Jimmy Page och Syd Barrett. I Sverige var Bo Winberg, sologitarrist i The Spotnicks, en av pionjärerna.

## Historik

### Fjädereko
Tidiga versioner kallades "plate echos". De var analoga och bestod av en eller flera transduktorer i ena änden, en ungefär halvmeterlång spiralfjäder och transduktorer i andra änden. Transduktorn i ena änden omvandlar den elektriska signalen till mekaniska vibrationer i fjädern, som utbreder sig med viss fördröjning till transduktorn i andra änden där vibrationen omvandlas tillbaka till en elektrisk signal. Denna signal förs tillbaka till förstärkaren, där den verkar som ett eko till ursprungssignalen. Storleken och spänningen i fjädern avgör hur lång eftersläpning ekot har. Denna typ av ekomaskiner var billiga och enkla och kunde köpas som byggsats av varje hugat garageband.

### Bandeko
Nästa modell av ekomaskin var ett "bandeko" eller "tape echo". Ursprungligen åstadkoms detta med en bandspelare, där bandhastighet och avståndet mellan inspelnings- och uppspelningshuvudet avgjorde fördröjningen i ekot. Denna typ av ekosystem var på den tiden relativt dyrt. 
En vanligare typ av bandeko var en liten portabel enhet, som till exempel Echoplex, som använder en bandögla. Ett annat exempel är Roland Space Echo
Den svenska gitarrtillverkaren Hagström tillverkade bandekomaskiner, bland annat den billiga och enkla Kent Eko.